# ککله
ککله (به عربی: ککلة) یک منطقهٔ مسکونی در لیبی است که در استان جبل‌الغربی واقع شده‌است. ککله ۱۰٬۳۵۰ نفر جمعیت دارد.